# Фільмографія Ніколаса Кейджа
Ніколас Кейдж — американський актор, кар'єра якого почалася з ролі в телевізійному пілоті 1981 року «Найкращі часи». Наступного року Кейдж дебютував у повнометражному кіно, зігравши другорядну роль у фільмі «Круті часи в "Ріджмонт Хай"», вдруге і востаннє використавши своє справжнє ім'я (Ніколас Коппола), яке він згодом змінив, щоб уникнути звинувачень у кумівстві з сім'єю Копполи. У 1983 році знявся у підлітковій романтичній комедії «Дівчина з Долини» разом з Деборою Форман, а також зіграв другорядну роль у фільмі свого дядька «Бійцівська рибка».
У 1984 році Кейдж зіграв кілера Скаженого Пса Колла у фільмі Копполи «Коттон-клуб», а також з'явився у стрічці «Пташка», яка увійшла до десятки найкращих фільмів того року за версією Національної ради кінокритиків США. Знявся у фільмі Копполи «Пеґґі Сью вийшла заміж» у 1986 році, а потім у кримінальній комедії «Виховуючи Аризону» 1987 року, яку написали і зрежисували брати Коени. У 1988 році Ніколас отримав номінацію на «Золотий глобус» в категорії найкраща чоловіча роль — комедія або мюзикл за фільм «Влада місяця» (1987). У 1988 році він знявся у чорній комедії «Поцілунок вампіра», яка обернулася касовим провалом, але набула культового статусу згодом, завдяки його «хаотичній» грі та численним мемам.
У 1990 році зіграв у фільмі Девіда Лінча «Дикі серцем». У 1992 році Кейдж отримав другу номінацію на «Золотий глобус» за романтичну комедію «Медовий місяць у Лас-Вегасі». Три роки по тому він знявся в ролі алкоголіка-самогубці у фільмі «Покидаючи Лас-Вегас», за який отримав номінацію на премію «BAFTA» за найкращу чоловічу роль, а також здобув «Золотий глобус» за найкращу чоловічу роль у кінодрамі та премію «Оскар» за найкращу чоловічу роль. З другої половини 1990-х кар'єра Кейджа стрімко пішла вгору; серед касово успішних фільмів, які зібрали в прокаті понад 100 мільйонів доларів: «Скеля» (1996), «Повітряна тюрма» (1997), «Без обличчя» (1997), «Місто янголів» (1998), «Викрасти за 60 секунд» (2000), «Скарб нації» (2004), «Всесвітній торговий центр» (2006), «Скарб нації: Книга таємниць» (2007), «Примарний вершник» (2007) та «Знамення» (2009).
У 2002 році Ніколас дебютував як режисер з фільмом «Санні» і зіграв Чарлі Кауфмана в «Адаптації», ще одному фільмі, який отримав схвальні відгуки критиків і приніс йому останні (станом на 2025 рік) номінації на премії «Оскар», «BAFTA» і «Золотий глобус» за найкращу чоловічу роль.
З 2010-х Кейдж почав «брати ролі направо і наліво» після низки касових провалів, і щоб погасити борги перед податковою службою, та знявся в численних фільмах, багато з яких виходили відразу на відео. Участь у різних жанрах та своєрідна манера акторської гри збільшила його популярність і сприяли формуванню навколо нього спільноти відданих фанатів.
Найкасовішим фільмом за участю Кейджа є анімаційний фільм «Сімейка Крудсів» 2013 року. Серед його інших ролей озвучки — доктор Біл Тенма у «Астробой» (2009), Супермен у «Юні титани, вперед!» та Людина-павук Нуар у «Людина-павук: Навколо всесвіту» (обидва 2018). У кінці 2010-х почався «ренесанс» у його кар'єрі; фільми, які здобули визнання критиків: «Менді» (2018), «Барва з позамежжя світу» (2019), «Свиня» (2021), «Нестерпний тягар величезного таланту» (2022), «Сценарій сну» (2023) та «Довгоніг» (2024).
У травні 2024 року стало відомо, що Кейдж зіграє Нуарну Людину-павук у серіалі «Нуар Людина-павук» для MGM+, вихід якого запланований на 2026 рік.

## Фільми

### Актор
| Рік  | Назва                                            | Роль                             | Нотатка                             | Пос.    |
| ---- | ------------------------------------------------ | -------------------------------- | ----------------------------------- | ------- |
| 1980 | Брубейкер                                        | ув'язнений (масовка)             | не зазначений в титрах              |         |
| 1982 | Круті часи в «Ріджмонт Хай»                      | приятель Бреда                   | зазначений як Ніколас Коппола       | [ 1 ]   |
| 1983 | Ізгої                                            | член банди                       |                                     |         |
| 1983 | Дівчина з долини                                 | Ренді                            |                                     | [ 17 ]  |
| 1983 | Бійцівська рибка                                 | Смокі                            |                                     | [ 18 ]  |
| 1984 | Наввипередки з місяцем                           | Нікі / Бад                       |                                     | [ 19 ]  |
| 1984 | Клуб «Коттон»                                    | Вінсент Дваєр                    |                                     | [ 20 ]  |
| 1984 | Пташка                                           | Альфонсо «Аль» Колюмбато         |                                     | [ 21 ]  |
| 1986 | Хлопець у блакитному                             | Нед Ганлан                       |                                     | [ 22 ]  |
| 1986 | Пеґґі Сью вийшла заміж                           | Чарлі Боделл                     |                                     | [ 23 ]  |
| 1987 | Виховуючи Аризону                                | Ейч Ай Мак-Данно                 |                                     | [ 24 ]  |
| 1987 | Влада місяця                                     | Ронні Каммарері                  |                                     | [ 25 ]  |
| 1988 | Поцілунок вампіра                                | Пітер Лоев                       |                                     | [ 26 ]  |
| 1989 | Час вбивати                                      | Енріко Сільвестрі                |                                     | [ 27 ]  |
| 1989 | На вівторок не розраховуй                        | чоловік у спортивній машині      | Direct-to-video                     | [ 28 ]  |
| 1990 | Дикі серцем                                      | Сейлор Ріплі                     |                                     | [ 29 ]  |
| 1990 | Вогняні птахи                                    | Джейк Престон                    |                                     | [ 30 ]  |
| 1990 | Індустріальна симфонія #1: Мрія розбитих сердець | Серцеїд                          | Концертний фільм                    | [ 31 ]  |
| 1991 | Зендалі                                          | Джонні Коллінз                   | Direct-to-video                     | [ 31 ]  |
| 1992 | Медовий місяць у Лас-Вегасі                      | Джек Сінгер                      |                                     | [ 32 ]  |
| 1993 | Емос і Ендрю                                     | Емос Оделл                       |                                     | [ 33 ]  |
| 1993 | На захід від червоної скелі                      | Майкл                            |                                     | [ 34 ]  |
| 1993 | Смертельне падіння                               | Едді                             |                                     | [ 35 ]  |
| 1994 | Охоронець Тесс                                   | Даг Чеснік                       |                                     | [ 36 ]  |
| 1994 | Це могло трапитися з вами                        | Чарлі Ленг                       |                                     | [ 37 ]  |
| 1994 | Упіймані в раю                                   | Білл Фірпо                       |                                     | [ 38 ]  |
| 1994 | A Century of Cinema                              | В ролі себе                      | Документальний                      | [ 39 ]  |
| 1995 | Поцілунок смерті                                 | Маленький Джуніор Браун          |                                     | [ 40 ]  |
| 1995 | Покидаючи Лас-Вегас                              | Бен Сандерсон                    |                                     | [ 41 ]  |
| 1996 | Скеля                                            | Стенлі Гудспід                   |                                     | [ 42 ]  |
| 1997 | Повітряна тюрма                                  | Кемерон Поу                      |                                     | [ 43 ]  |
| 1997 | Без обличчя                                      | Кастор Трой / Шон Арчер          |                                     | [ 44 ]  |
| 1998 | Місто янголів                                    | Сет                              |                                     | [ 45 ]  |
| 1998 | Очі змії                                         | Рік Санторо                      |                                     | [ 46 ]  |
| 1999 | 8 міліметрів                                     | Том Веллес                       |                                     | [ 47 ]  |
| 1999 | Воскрешаючи мерців                               | Френк Пірс                       |                                     | [ 48 ]  |
| 2000 | Викрасти за 60 секунд                            | Мемфіс                           |                                     | [ 49 ]  |
| 2000 | Сім'янин                                         | Джек Кемпбелл                    |                                     | [ 50 ]  |
| 2001 | Вибір капітана Кореллі                           | Антоніо Кореллі                  |                                     | [ 51 ]  |
| 2001 | Різдвяна колядка                                 | Джейкоб Марлі                    | Озвучення                           | [ 52 ]  |
| 2002 | Ті, що говорять із вітром                        | Джо Ендерс                       |                                     | [ 53 ]  |
| 2002 | Санні                                            | кислотно-жовтий                  |                                     | [ 54 ]  |
| 2002 | Адаптація                                        | Чарлі Кауфман / Дональд Кауфман  |                                     | [ 55 ]  |
| 2003 | Прекрасна афера                                  | Рой Воллер                       |                                     | [ 56 ]  |
| 2004 | Скарб нації                                      | Бенджамін Франклін Ґейтс         |                                     | [ 57 ]  |
| 2005 | Збройовий барон                                  | Юрій Орлов                       |                                     | [ 58 ]  |
| 2005 | Синоптик                                         | Девід Спрітц                     |                                     | [ 59 ]  |
| 2006 | Лихо мурашине                                    | Зок                              | Озвучення                           | [ 60 ]  |
| 2006 | Всесвітній торговий центр                        | Джон Маклафлін                   |                                     | [ 61 ]  |
| 2006 | Плетена людина                                   | Едвард Малус                     |                                     | [ 62 ]  |
| 2007 | Примарний вершник                                | Джонні Блейз / Примарний вершник |                                     | [ 63 ]  |
| 2007 | Грайндхаус                                       | Фу Манчу                         | Сегмент: «Werewolf Women of the SS» | [ 64 ]  |
| 2007 | Пророк                                           | Кріс Джонсон                     |                                     | [ 65 ]  |
| 2007 | Скарб нації: Книга Таємниць                      | Бенджамін Франклін Ґейтс         |                                     | [ 66 ]  |
| 2008 | Небезпечний Бангкок                              | Джо                              |                                     | [ 67 ]  |
| 2009 | Знамення                                         | Джон Кесслер                     |                                     | [ 68 ]  |
| 2009 | Бригада М                                        | Спеклз                           | Озвучення                           | [ 69 ]  |
| 2009 | Поганий лейтенант                                | Теренс Мак-Дона                  |                                     | [ 70 ]  |
| 2009 | Астробой                                         | доктор Біл Темна                 | Озвучення                           | [ 71 ]  |
| 2010 | Пипець                                           | Деймон Мак-Ріді / Татусь         |                                     | [ 72 ]  |
| 2010 | Учень чаклуна                                    | Балтазар Блейк                   |                                     | [ 73 ]  |
| 2011 | Час відьом                                       | Бімен                            |                                     | [ 74 ]  |
| 2011 | Скажені перегони                                 | Джон Мілтон                      |                                     | [ 75 ]  |
| 2011 | Голодний кролик атакує                           | Вілл Джерард                     |                                     | [ 76 ]  |
| 2011 | Що приховує брехня                               | Кайл Міллер                      |                                     | [ 77 ]  |
| 2011 | Примарний вершник: Дух помсти                    | Джонні Блейз / Примарний вершник |                                     | [ 78 ]  |
| 2012 | Медальйон                                        | Вілл Монтгомері                  |                                     | [ 79 ]  |
| 2013 | Сімейка Крудсів                                  | Ґруґ                             | Озвучення                           | [ 80 ]  |
| 2013 | Мерзла земля                                     | Джек Галкомб                     | Video on demand                     | [ 81 ]  |
| 2013 | Джо                                              | Джо                              |                                     | [ 82 ]  |
| 2014 | Токарев                                          | Пол Маґвайр                      | Video on demand                     | [ 83 ]  |
| 2014 | У вигнанні                                       | Галлен                           | Video on demand                     | [ 84 ]  |
| 2014 | Залишені                                         | Рейфорд Стілі                    |                                     | [ 85 ]  |
| 2014 | Вмираюче світло                                  | Еван Лейк                        | Video on demand                     | [ 86 ]  |
| 2015 | Втікач                                           | Колін Прайс                      | Video on demand                     | [ 87 ]  |
| 2015 | Заплати привиду                                  | Майк Лоуфорд                     | Video on demand                     | [ 88 ]  |
| 2016 | Довіра                                           | Стоун                            | Video on demand                     | [ 89 ]  |
| 2016 | Людина людині вовк                               | Трой                             | Video on demand                     | [ 90 ]  |
| 2016 | Сноуден                                          | Хенк Форрестер                   |                                     | [ 91 ]  |
| 2016 | Крейсер «Індіанаполіс»                           | Капітан Маквей                   | Video on demand                     | [ 92 ]  |
| 2016 | Місія: Неадекватна                               | Гері Брукс Фолкнер               | Video on demand                     | [ 93 ]  |
| 2017 | Арсенал                                          | Едді Кінг                        | Video on demand                     | [ 94 ]  |
| 2017 | Помста: Історія кохання                          | Джон                             |                                     | [ 95 ]  |
| 2017 | Незбагненне                                      | Браян                            | Video on demand                     | [ 96 ]  |
| 2017 | Мама і тато                                      | Брент Райан                      | Video on demand                     | [ 97 ]  |
| 2018 | Бюро людяності                                   | Ноа Кросс                        |                                     | [ 98 ]  |
| 2018 | Менді                                            | Ред Міллер                       |                                     | [ 99 ]  |
| 2018 | Дзеркало                                         | Рей                              | Video on demand                     | [ 100 ] |
| 2018 | 211                                              | Майк Чендлер                     | Video on demand                     | [ 101 ] |
| 2018 | Юні титани, вперед!                              | Супермен                         | Озвучення                           | [ 102 ] |
| 2018 | Людина-павук: Навколо всесвіту                   | Нуар Людина-павук                | Озвучення                           | [ 103 ] |
| 2018 | Між світами                                      | Джо Мейджорс                     | Video on demand                     | [ 104 ] |
| 2019 | З любов’ю, Антоша                                | оповідач                         | Документальний                      | [ 105 ] |
| 2019 | Розплата                                         | Френк                            | Video on demand                     | [ 106 ] |
| 2019 | Барва з позамежжя світу                          | Нейтан                           |                                     | [ 107 ] |
| 2019 | Кокаїновий барон                                 | «Кухар»                          | Video on demand                     | [ 108 ] |
| 2019 | Ланцюг убивств                                   | Аранья                           | Video on demand                     | [ 109 ] |
| 2019 | Звіряча лють                                     | Френк Волш                       | Video on demand                     | [ 110 ] |
| 2019 | Острів Гранд-Айл                                 | Волтер                           | Video on demand                     | [ 111 ] |
| 2020 | Джіу-джитсу                                      | Вейлі                            | Video on demand                     | [ 112 ] |
| 2020 | Сімейка Крудсів: Нова ера                        | Ґруґ                             | Озвучення                           | [ 113 ] |
| 2021 | В'язні Країни привидів                           | Герой                            |                                     | [ 114 ] |
| 2021 | Країна чудес Віллі                               | прибиральник                     |                                     | [ 115 ] |
| 2021 | Свиня                                            | Роб Фелд                         |                                     | [ 116 ] |
| 2022 | Нестерпний тягар величезного таланту             | Ніколас Кейдж                    | зазначений як Ніколас Кім Коппола   | [ 117 ] |
| 2022 | Перехрестя м'ясника                              | Міллер                           | Video on demand                     | [ 118 ] |
| 2023 | Відгуки минулого                                 | Колтон Бріггс                    | Video on demand                     | [ 119 ] |
| 2023 | Ренфілд                                          | граф Дракула                     |                                     | [ 120 ] |
| 2023 | Флеш                                             | Супермен                         | камео                               | [ 121 ] |
| 2023 | Гра з дияволом                                   | Пасажир                          |                                     | [ 122 ] |
| 2023 | Тато зі спецназу                                 | Метт                             |                                     | [ 123 ] |
| 2023 | Сценарій сну                                     | Пол Метьюз                       |                                     | [ 124 ] |
| 2024 | Судна ніч в Аркадії                              | Пол                              |                                     | [ 125 ] |
| 2024 | Серфер                                           | Серфер                           |                                     | [ 126 ] |
| 2024 | Довгоніг                                         | Дейл «Довгоніг» Коббл            |                                     | [ 127 ] |
| 2025 | Стрільці                                         | Бен                              |                                     | [ 128 ] |
| Н/Д  | Син тесляра                                      | тесляр                           | Поствиробництво                     | [ 129 ] |
| Н/Д  | Медден                                           | Джон Медден                      | Зйомки                              | [ 130 ] |

### Продюсер
| Рік  | Назва                                | Продюсер   | Додатково       | Пос.    |
| ---- | ------------------------------------ | ---------- | --------------- | ------- |
| 2000 | Bel Air                              | Так        |                 | [ 131 ] |
| 2000 | Тінь вампіра                         | Так        |                 | [ 132 ] |
| 2002 | Санні                                | Так        | Також режисер   | [ 54 ]  |
| 2003 | Життя Девіда Гейла                   | Так        |                 | [ 133 ] |
| 2005 | Збройовий барон                      | Так        |                 | [ 58 ]  |
| 2006 | Плетена людина                       | Так        |                 | [ 62 ]  |
| 2007 | Пророк                               | Так        |                 | [ 65 ]  |
| 2008 | Небезпечний Бангкок                  | Так        |                 | [ 67 ]  |
| 2010 | Учень чаклуна                        | Виконавчий |                 | [ 134 ] |
| 2012 | Тисяча слів                          | Так        |                 | [ 135 ] |
| 2012 | Не можу тебе втратити                | Так        | Документальний  | [ 136 ] |
| 2017 | Помста: Історія кохання              | Так        |                 | [ 95 ]  |
| 2019 | Розплата                             | Виконавчий | Відео на вимогу | [ 106 ] |
| 2021 | Країна чудес Віллі                   | Так        |                 | [ 115 ] |
| 2021 | Свиня                                | Так        |                 | [ 116 ] |
| 2022 | Нестерпний тягар величезного таланту | Так        |                 | [ 117 ] |
| 2023 | Гра з дияволом                       | Так        |                 | [ 122 ] |
| 2023 | Сценарій сну                         | Так        |                 | [ 124 ] |
| 2024 | Судна ніч в Аркадії                  | Так        |                 | [ 125 ] |
| 2024 | Довгоніг                             | Так        |                 | [ 127 ] |

## Телебачення
| Рік  | Назва                 | Роль              | Додатково                                      | Пос.                    |
| ---- | --------------------- | ----------------- | ---------------------------------------------- | ----------------------- |
| 1981 | Найкращі часи         | Ніколас           | Пілотний епізод; зазначений як Ніколас Коппола | [ 1 ]                   |
| 1992 | Saturday Night Live   | гість             | Епізод: «Nicolas Cage / Bobby Brown»           | [ 137 ]                 |
| 2007 | Досьє Дрездена        | Н/Д               | Лише виконавчий продюсер                       | [ 138 ]                 |
| 2012 | Saturday Night Live   | камео             | Епізод: «February 11, 2012»                    | [ 137 ]                 |
| 2021 | Історія лайливих слів | ведучий           | 6 епізодів                                     | [ 139 ]                 |
| 2026 | Нуар Людина-павук     | Людина-павук Нуар | Поствиробництво                                | [ 140 ] [ 141 ] [ 142 ] |

## Відеоігри
| Рік  | Назва            | Роль          | Пос.    |
| ---- | ---------------- | ------------- | ------- |
| 2023 | Dead by Daylight | Ніколас Кейдж | [ 143 ] |